# ローマ＝チヴィタヴェッキア線
ローマ＝チヴィタヴェッキア線 (ferrovia Roma-Civitavecchia) は、イタリアで最も古い鉄道路線の一つで、1859年の教皇国家の時代に開業した。元の長さは 72.6 kmで、現在は約 80 kmに拡張されている。

## 沿線、駅と停車場
|  | 0         | ローマ・テルミニ                                                                                                  | ローマ・テルミニ                                      |
|  |           | Innesto alla rete fondamentale                                                                                    |                                                       |
|  |           | FR4-アルバーノ/フラスカーティ/ヴェッレトリ / FR6-カッシーノ / FR7-ラティーナ / FR8-ネットゥーノ 分岐              |                                                       |
|  |           | FR1-オルテ / ローマ・カジリーナ 分岐                                                                              |                                                       |
|  | 3.082     | ローマ・トゥスコラーナ                                                                                            | ローマ・トゥスコラーナ                                |
|  | 6.692     | ローマ・オスティエンセ                                                                                            | ローマ・オスティエンセ                                |
|  | 8.221     | ローマ・トラステヴェレ                                                                                            | ローマ・トラステヴェレ                                |
|  |           | FR1-フィウミチーノ / FR3-ヴィテルボ / フィウミチーノ空港 分岐                                                     |                                                       |
|  | 8.7-11.1  | ジャニーコロ＝パンフィーリ・トンネル（全長: 2.391 m）                                                             | ジャニーコロ＝パンフィーリ・トンネル（全長: 2.391 m） |
|  | 11.542    | ローマ・サン・ピエトロ                                                                                            | ローマ・サン・ピエトロ                                |
|  | 12.2-16.4 | アウレリア・トンネル（全長: 4.134m）                                                                              | アウレリア・トンネル（全長: 4.134m）                  |
|  | 17.041    | ローマ・アウレリア ローマ市内区間境界                                                                             | ローマ・アウレリア ローマ市内区間境界                 |
|  | 25.4-26.8 | マッキア・グランデ・トンネル（全長: 1.395 m）                                                                     | マッキア・グランデ・トンネル（全長: 1.395 m）         |
|  |           | グランデ・ラッコルド・アヌラーレ                                                                                  |                                                       |
|  | 31.070    | マッカレーゼ-フレージェネ                                                                                         | マッカレーゼ-フレージェネ                             |
|  | 40.975    | トッレ・イン・ピエトラ＝パリドーロ                                                                                | トッレ・イン・ピエトラ＝パリドーロ                    |
|  | 47.944    | パーロ・ラツィアーレ                                                                                              | パーロ・ラツィアーレ                                  |
|  | 50.297    | ラディスポリ＝チェルヴェーテリ                                                                                    | ラディスポリ＝チェルヴェーテリ                        |
|  | 54.287    | マリーナ・ディ・チェルヴェーテリ                                                                                  | マリーナ・ディ・チェルヴェーテリ                      |
|  | 62.312    | サンタ・セヴェーラ                                                                                                | サンタ・セヴェーラ                                    |
|  | 71.779    | サンタ・マリネッラ                                                                                                | サンタ・マリネッラ                                    |
|  | 80.678    | チヴィタヴェッキア                                                                                                | チヴィタヴェッキア                                    |
|  |           | オルテ行き接続（営業一時休止中） / ピサ行きに継続 / チヴィタヴェッキア・マリッティマ行き接続 （2000年から不使用） |                                                       |